# Ctenodesma
Ctenodesma је род слатководних шкољки.

## Врсте
- Ctenodesma borneensis (Issel, 1874)
- Ctenodesma scheibeneri Haas, 1927

## Синоними
- Cristadens Simpson, 1914